# Серебрянка (Воронежская область)
Серебрянка — село на севере Семилукского района Воронежской области.
Входит в состав Землянского сельского поселения.

## География

### Улицы
- ул. Сметановка
- ул. Транспортная
- ул. Центральная
- ул. Школьная
- ул. Ющевка

## История
В 1966 г. указом президиума ВС РСФСР село Гнилуша переименовано в Серебрянка.

## Население
| 2010 |
| ---- |
| 503  |

## Инфраструктура
- Сельское отделение почтовой связи, ул. Школьная, 13.
- Серебрянская общеобразовательная школа, ул Школьная, 27.[3]